# Denier de l'Église
Le denier de l'Église ou denier du culte, est la contribution volontaire des fidèles, en France, en Belgique, en Suisse et en Tunisie pour l'Église catholique romaine. Elle est recueillie au niveau de chaque paroisse. Les contributions des fidèles sont collectées lors de la messe au moment de l'offrande, par la poste ou par Internet. Il ne faut pas confondre la campagne (annuelle) du denier de l'Église et la quête qui a lieu à chaque messe. Ce sont deux sources de revenus différentes pour l'Église. 

## Histoire
Au début de la Révolution française, en 1789, les biens de l’Église furent confisqués. Napoléon signa en 1801 un concordat avec le pape Pie VII, dans lequel l'Église s'engageait à ne plus réclamer la restitution des biens si l'État assurait « un traitement convenable aux évêques et aux curés ». L’Église dépend alors institutionnellement et financièrement de l’État qui mit à sa disposition ceux des bâtiments confisqués en 1789 qui n'avaient été ni vendus ni réaffectés à un nouvel usage.
La loi de séparation de l’Église et de l’État de 1905 met fin à ce statut, la République n'acceptant plus de « reconnaître, de salarier ni de subventionner aucun culte ».
Les bâtiments mis à la disposition de l'Église par l'État sont répartis en trois groupes :
- les bâtiments du culte ;
- les biens mobiliers ou immobiliers grevés d'une affectation charitable ou d'une toute autre affectation étrangère à l'exercice du culte (comme les hôpitaux et les écoles) qui sont attribués aux services ou établissements publics ou d'utilité publique, dont la destination est conforme à celle des dits biens (art. 7) ;
- les bâtiments des évêchés, presbytères, et séminaires qui, dès 1906, sont repris par l'État.

L'Église ne conserve la gestion que des bâtiments affectés au culte ; la loi demandant que, dans chaque paroisse ou diocèse, des associations cultuelles composées de laïcs soient constituées pour les gérer et prendre en charge « les réparations de toute nature, ainsi que des frais d'assurance et autres charges afférentes aux édifices et aux meubles les garnissant ». (art. 13). En revanche, les prêtres perdent leur salaire et leur logement : ils dépendent désormais de la générosité des fidèles.
L'Église catholique refusa de constituer les associations cultuelles définies par la loi et ce n'est qu'en 1924 qu'un accord fut trouvé sur le statut d’association diocésaine.
Une association diocésaine représente juridiquement chacun des 95 diocèses français. Elle a à sa charge la formation, la subsistance, le logement, la protection sociale des ministres du culte et de leurs auxiliaires d’une part, la possession et l’administration des biens immobiliers nécessaires à l’exercice public du culte d’autre part.
L’association diocésaine est chargée de recueillir les fonds nécessaires à la rémunération des prêtres et au fonctionnement de l'Église.
L'expression « denier du Culte » est remplacée en 1989 par le « denier de l'Église ».

## Vocation
L’Église catholique en France ne reçoit de subvention ni de l’État français ni du Vatican ; elle ne vit que des dons de ses membres. Chaque année, la campagne du denier de l’Église permet de récolter les fonds nécessaires pour assurer le traitement des prêtres et des laïcs salariés des diocèses.
Le denier du l'Église — dans un premier temps nommé le « denier du clergé » puis « denier du culte » — est une contribution libre et volontaire demandée à tous les catholiques. C'est la seule source de rémunération des prêtres et des laïcs salariés travaillant pour l'Église. Il sert également au paiement des cotisations sociales, à l'entretien, au chauffage, aux assurances, aux frais de catéchèse (enfants ou adultes), de pastorale, d'entraide, etc.